# Mercedes-Benz M152
La sigla Mercedes-Benz M152 identifica un motore a scoppio prodotto dal 2012 al 2015 dalla casa automobilistica tedesca Mercedes-Benz.

## Descrizione
Si tratta di un motore V8 realizzato dalla Mercedes-AMG e direttamente derivato dal potente M157 di analoga architettura, del quale costituisce in pratica la variante aspirata. È assente pertanto la doppia sovralimentazione, che nel motore M157 è ottenuta mediante due turbocompressori.

È presente però un sistema di disattivazione di una delle due bancate di cilindri, che entra in funzione durante lo sfruttamento a bassi regimi del motore stesso, in modo da ridurre i consumi. Tale dispositivo, denominato AMG Cylinder Management, è ispirato ad un analogo dispositivo utilizzato nelle competizioni e permette nel nuovo motore un risparmio di carburante che può raggiungere anche il 30%. Inoltre sono del tutto nuove le testate ed i condotti di aspirazione, mentre il comparto distribuzione è stato rivisto, così come il sistema di lubrificazione ed il basamento.

Queste sono le caratteristiche salienti del motore M152, che peraltro va a sostituire il vecchio motore M113E55, sempre in configurazione V8:
- architettura di tipo V8;
- angolo di 90° tra le bancate;
- basamento, monoblocco e testate in lega di alluminio;
- alesaggio e corsa: 98x90.5 mm;
- cilindrata: 5461 cm³;
- distribuzione a doppio asse a camme in testa per bancata;
- testate a quattro valvole per cilindro;
- alimentazione ad iniezione diretta;
- dispositivo AMG Cylinder Management per l'esclusione di una bancata di cilindri;
- dispositivo Start & Stop;
- rapporto di compressione: 12.6:1;
- potenza massima: 421 CV a 6800 giri/min;
- coppia massima: 540 Nm a 4500 giri/min;
- applicazioni Mercedes-Benz SLK55 AMG R172 (01/2012-04//2015).